# Клан Хоум
Хоум или Хьюм — один из кланов равнинной части Шотландии.
Фамилия Хьюм происходит от названия земель Хьюм в Берикшире. Эти земли унаследовала Ада, дочь Патрика, пятого графа Данбара, который получил их в качестве приданого от своей жены, тоже Ады, незаконорожденной дочери Вильгельма I Льва. Ада вышла замуж за Куртени, который и получил эти земли от её отца. Куртени умер бездетным, и тогда Ада вышла снова замуж за своего кузена Уильяма, который взял в качестве фамилии название земель жены. Во время правления Роберта III сэр Томас де Хьюм женился на Николь Пепди, наследнице поместья Дунгласс в Берикшире, и проибрел эти земли. Он имел трех сыновей: Александра, который унаследовал основные владения, Дэвида, первого Хьюма из Веддерберна и предка графов Марчмонт, и Патрика Хьюма из Рутберна. Александр Хьюм в 1473 году стал лордом Хьюм. Его сын, командуя одним из отрядов шотландцев, погиб в битве при Флоддене в 1513 году. Александр, 6-й лорд Хьюм, был фаворитом короля Якова VI и в 1605 году стал 1-м графом Хьюм и Дунгласс.
Благодаря браку с наследницей владений графа Дугласа семейство Хьюм приобрело земли Дугласа, Босуэлла и ряд поместий в Ангусе. Однако глава семейства Хьюм не мог быть одновременно и вождем Дугласов, и поэтому в 1875 году 11-й граф Хьюм получил титул барона Дуглас.
Резиденция графов Хьюм — поместье Хирсэль недалеко от Колдстрима в Берикшире, где живет нынешний глава семейства, 14-й граф Дуглас-Хьюм. В 1963 году он отказался от своего титула, чтобы стать британским премьер-министром, но позже стал членом Палаты лордов как лорд Хьюм из Хирсэля. Звание пэра может быть восстановлено его наследниками.